# Bolsa de Valores de Pakistán
La Bolsa de Valores de Pakistán  (en urdu: بازارِ حِصَص پاکستان ‎, abreviado en PSX) es una bolsa de valores en Pakistán con sedes bursátiles en Karachi, Islamabad y Lahore. PSX fue reclasificada como mercado emergente en el índice MSCI Global Equity en mayo de 2017, mientras que el italiano FTSE la clasifica como mercado emergente secundario.
La PSX se estableció el 11 de enero de 2016 tras la fusión de las bolsas de valores de Karachi, Lahore e Islamabad. Sus orígenes se remontan al establecimiento de la Bolsa de Valores de Karachi (1947), la Bolsa de Valores de Lahore (1970) y la Bolsa de Valores de Islamabad (1992). Al 26 de julio de 2020 había unas 540 empresas cotizadas en la PSX y la capitalización de mercado total era de unos 7,07 billones de libras esterlinas (43 000 millones de dólares).
Los inversores en las bolsas incluyen 1.886 inversores institucionales extranjeros y 883 inversores institucionales nacionales junto con aproximadamente 0,22 millones de inversores minoristas. También hay unas 400 casas de bolsa que son miembros de la PSX, así como 21 empresas de gestión de activos. Una de las bolsas de valores precursoras de PSX, la Bolsa de Valores de Karachi, figuraba entre las bolsas de valores fronterizas con mejor rendimiento del mundo: entre 2009 y 2015, entregó el 26% anual. Sin embargo, en 2019 Bloomberg afirmó que la PSX era 'la peor del mundo', habiendo borrado 'la mitad de su valor de mercado'. En diciembre de 2016, PSX vendió el 40% de acciones estratégicas a un consorcio chino por 85 millones de dólares.